# Эдвард, Георг
Георг Эдвард (нем. Georg Edward, настоящее имя Георг Даниэль Август Андреас Гайльфус, нем. Georg Daniel August Andreas Geilfus; 13 декабря 1869, Гисен — 16 июля 1969, Гисен) — немецкий писатель и поэт.
Сын аптекаря. Дебютировал в печати в 1888 году стихотворением «Последняя песня» (нем. Ein letztes Lied) в дармштадтском журнале «Феникс». Вскоре после этого был приглашён к сотрудничеству Францем Эверсом, печатался в его журнале молодых поэтов «Литературные листки» (нем. Litterarische Blätter), участвовал в сборнике пяти молодых поэтов «Симфония» (нем. Symphonie; 1892). По воспоминаниям Эдварда,
Неудивительно, что на нас обрушилась критика. В Berliner Tageblatt появился обзор, который насмехался над нами с первой до последней строчки. <…> Между прочим, эта книга была, конечно, не хуже, чем «Антология на 1782 год» Шиллера.
Оригинальный текст (нем.)Es war kein Wunder, daß die Kritik über uns herfiel. Im "Berliner Tageblatt" erschien eine Besprechung, die sich von der ersten bis zur letzten Zeile lustig über uns machte. <...> Übrigens war es sicherlich nicht schlechter als Schillers “Anthologie auf das Jahr 1782.”
Окончил Гиссенский университет, в студенческие годы находился под влиянием своего соученика Карла Вольфскеля, благодаря которому познакомился со Стефаном Георге. В 1893 году, из-за разногласий с отцом, покинул Гиссен и уехал в США, где провёл последующие 38 лет. Публиковал в газетах Бремена и Гамбурга, а также в Neue Zürcher Zeitung репортажи со Всемирной выставки 1893 года в Чикаго. В 1897 г. опубликовал в Лейпциге первую книгу стихов «Баллады и песни» (нем. Balladen und Lieder). В 1901—1918 гг. профессор немецкого языка и литературы в Северо-Западном университете, в течение ряда лет также приглашённый профессор Виргинского университета. В 1903 году официально изменил своё имя на использовавшийся ранее псевдоним Георг Эдвард.
В 1918 году был уволен из университета в связи с ростом антинемецких настроений в американском обществе. Некоторое время занимался творческой работой, написав свой первый приключенческий роман «Остров Антилия» (нем. Die Insel Antillia), опубликованный в течение лета 1923 года с продолжением в гамбургской газете Hamburger Nachrichten. С 1921 г. работал в Эванстоне директором Библиотеки имени Бенджамина Франклина. В 1928 г. напечатал в Мюнхене второй авантюрный роман на карибском материале, «Пассат» (нем. Passatwind, английский перевод 1929 под названием «Голый остров», англ. Naked Island).
В 1931 году Эдвард вернулся в Германию, поселившись во Франкфурте-на-Майне. Однако в нацистской Германии его последующие прозаические сочинения, эксплуатирующие тему карибской экзотики с симпатией к местным жителям, не были востребованы и не публиковались; впрочем, в 1940 г. вышел его роман «Китайская рабыня» (нем. Die chinesische Sklavin). После Второй мировой войны были изданы романы «Комедия жизни» (нем. Komödie des Lebens; 1950) и «Подземный огонь» (нем. Feuer unter der Erde; 1953, беллетризованная история знаменитого извержения вулкана Монтань-Пеле на острове Мартиника в 1902 году). Две последние книги стихов (1961, 1965) вынужден был выпустить за свой счёт.
К 125-летию Эдварда в Гиссенском университете была проведена выставка, издан развёрнутый каталог, включающий целый ряд его мемуарных очерков и записей.